# Championnat de Grèce masculin de water-polo
Le championnat de Grèce de water-polo est une compétition annuelle opposant les meilleurs clubs de water-polo de Grèce. Il est organisé par la Fédération grecque de natation. Cette première division est nommée A pour les équipes féminines et A1 pour les masculines.
Les championnats de water-polo de 1923, 1926 et 1927 faisaient partie des Jeux panhelléniques de natation, organisés à cette époque par l'Association des clubs de gymnastique grecs (SEGAS). Le premier championnat, en 1923, fut remporté par le Peiraikós Syndesmos.

L'équipe ayant remporté le plus de championnats est l'Olympiakós Le Pirée avec 39 titres, suivie de l'Ethnikós Le Pirée  avec 38.

L'équipe ayant remporté le plus de championnats consécutifs est l'Ethnikós avec 18 titres (1953-1959) et 14 titres (1972-1985), suivie de l'Olympiakós avec 13 titres (2013-2025.)

La rivalité initiale opposait les deux équipes du Pirée, dominées par l'Ethnikos, mais depuis 1990, elle oppose l'Olympiakós Le Pirée au NO Vouliagmeni, bien que l'Olympiakos reste la force dominante du water-polo grec.

## Palmarès

### Championnats non reconnus par la Fédération
- 1923 :  Peiraikós Syndesmos[1]
- 1926 :  Ethnikós Le Pirée[2]
- 1927 :  Olympiakós SF Le Pirée[3]

### Championnat national
- 1928 :  Aris Salonique
- 1929 :  Aris Salonique (2)
- 1930 :  Aris Salonique (3)
- 1931 :  Ethnikós OFPF Le Pirée (2)
- 1932 :  Aris Salonique (4)
- 1933 :  Olympiakós SF Le Pirée (2)
- 1934 :  Olympiakós SF Le Pirée (3)
- 1935 :  NO Patras
- 1936 :  Olympiakós SF Le Pirée (4)[4]
- 1937 :  NO Patras (2)
- 1938 :  NO Patras (3)
- 1939 :  NO Patras (4)
- 1940 :  NO Patras (5)
- 1940-1944 : non joué
- 1945 :  NO Patras (6)
- 1946 :  NO Patras (7)
- 1947 :  Olympiakós SF Le Pirée (5)
- 1948 :  Ethnikós OFPF Le Pirée (3)
- 1949 :  Olympiakós SF Le Pirée (6)
- 1950 :  NO Patras (8)
- 1951 :  Olympiakós SF Le Pirée (7)
- 1952 :  Olympiakós SF Le Pirée (8)
- 1953 :  Ethnikós OFPF Le Pirée (4)
- 1954 :  Ethnikós OFPF Le Pirée (5)
- 1955 :  Ethnikós OFPF Le Pirée (6)
- 1956 :  Ethnikós OFPF Le Pirée (7)
- 1957 :  Ethnikós OFPF Le Pirée (8)
- 1958 :  Ethnikós OFPF Le Pirée (9)
- 1959 :  Ethnikós OFPF Le Pirée (10)
- 1960 :  Ethnikós OFPF Le Pirée (11)
- 1961 :  Ethnikós OFPF Le Pirée (12)
- 1962 :  Ethnikós OFPF Le Pirée (13)
- 1963 :  Ethnikós OFPF Le Pirée (14)
- 1964 :  Ethnikós OFPF Le Pirée (15)
- 1965 :  Ethnikós OFPF Le Pirée (16)
- 1966 :  Ethnikós OFPF Le Pirée (17)

### Division nationale
- 1967 :  Ethnikós OFPF Le Pirée (18)
- 1968 :  Ethnikós OFPF Le Pirée (19)
- 1969 :  Ethnikós OFPF Le Pirée (20),  Olympiakós SF Le Pirée (9)
- 1970 :  Ethnikós OFPF Le Pirée (21)
- 1971 :  Olympiakós SF Le Pirée (10)
- 1972 :  Ethnikós OFPF Le Pirée (22)
- 1973 :  Ethnikós OFPF Le Pirée (23)
- 1974 :  Ethnikós OFPF Le Pirée (24)
- 1975 :  Ethnikós OFPF Le Pirée (25)
- 1976 :  Ethnikós OFPF Le Pirée (26)
- 1977 :  Ethnikós OFPF Le Pirée (27)
- 1978 :  Ethnikós OFPF Le Pirée (28)
- 1979 :  Ethnikós OFPF Le Pirée (29)
- 1980 :  Ethnikós OFPF Le Pirée (30)
- 1981 :  Ethnikós OFPF Le Pirée (31)
- 1982 :  Ethnikós OFPF Le Pirée (32)
- 1983 :  Ethnikós OFPF Le Pirée (33)
- 1984 :  Ethnikós OFPF Le Pirée (34)
- 1985 :  Ethnikós OFPF Le Pirée (35)
- 1986 :  ANO Glyfada

### Division A1
- 1987 :  ANO Glyfada (2)
- 1988 :  Ethnikós OFPF Le Pirée (36)
- 1989 :  ANO Glyfada (3)
- 1990 :  ANO Glyfada (4)
- 1991 :  NO Vouliagmeni
- 1992 :  Olympiakós SF Le Pirée (11)
- 1993 :  Olympiakós SF Le Pirée (12)
- 1994 :  Ethnikós OFPF Le Pirée (37)
- 1995 :  Olympiakós SF Le Pirée (13)
- 1996 :  Olympiakós SF Le Pirée (14)
- 1997 :  NO Vouliagmeni (2)
- 1998 :  NO Vouliagmeni (3)
- 1999 :  Olympiakós SF Le Pirée (15)
- 2000 :  Olympiakós SF Le Pirée (16)
- 2001 :  Olympiakós SF Le Pirée (17)
- 2002 :  Olympiakós SF Le Pirée (18)
- 2003 :  Olympiakós SF Le Pirée (19)
- 2004 :  Olympiakós SF Le Pirée (20)
- 2005 :  Olympiakós SF Le Pirée (21)
- 2006 :  Ethnikós OFPF Le Pirée (38)
- 2007 :  Olympiakós SF Le Pirée (22)
- 2008 :  Olympiakós SF Le Pirée (23)
- 2009 :  Olympiakós SF Le Pirée (24)
- 2010 :  Olympiakós SF Le Pirée (25)[5]
- 2011 :  Olympiakós SF Le Pirée (26)[6]
- 2012 :  NO Vouliagmeni (4)[7],
- 2013 :  Olympiakós SF Le Pirée (27)
- 2014 :  Olympiakós SF Le Pirée (28)
- 2015 :  Olympiakós SF Le Pirée (29)
- 2016 :  Olympiakós SF Le Pirée (30)
- 2017 :  Olympiakós SF Le Pirée (31)
- 2018 :  Olympiakós SF Le Pirée (32)
- 2019 :  Olympiakós SF Le Pirée (33)
- 2020 :  Olympiakós SF Le Pirée (34)
- 2021 :  Olympiakós SF Le Pirée (35)
- 2022 :  Olympiakós SF Le Pirée (36)
- 2023 :  Olympiakós SF Le Pirée (37)
- 2024 :  Olympiakós SF Le Pirée (38)[8]
- 2025 :  Olympiakós SF Le Pirée (39)[9]

## Honneurs
| Club               | Nombre | Années |
| ------------------ | ------ | --- |
| Olympiakos SFP     | 39     | 1927, 1933, 1934, 1936, 1947, 1949, 1951, 1952, 1969, 1971, 1992, 1993, 1995, 1996, 1999, 2000, 2001, 2002, 2003, 2004, 2005, 2007, 2008, 2009, 2010, 2011, 2013, 2014, 2015, 2016, 2017, 2018, 2019, 2020, 2021, 2022, 2023, 2024, 2025 |
| Ethnikos OFPF      | 38     | 1926, 1931, 1948, 1953, 1954, 1955, 1956, 1957, 1958, 1959, 1960, 1961, 1962, 1963, 1964, 1965, 1966, 1967, 1968, 1969, 1970, 1972, 1973, 1974, 1975, 1976, 1977, 1978, 1979, 1980, 1981, 1982, 1983, 1984, 1985, 1988, 1994, 2006       |
| NO Patras          | 8      | 1935, 1937, 1938, 1939, 1940, 1945, 1946, 1950 |
| AS Aris            | 4      | 1928, 1929, 1930, 1932 |
| ANO Glyfada        | 4      | 1986, 1987, 1989, 1990 |
| NO Vouliagmeni     | 4      | 1991, 1997, 1998, 2012 |
| Piraikos Sindesmos | 1      | 1923 |

## Sources et références
1. ↑  Journal "Αθλητική Επιθεώρησις" ψηφιακό αρχείο της Βουλής των Ελλήνων (Bibliothèque de Parlement des Grecs)
2. ↑  Αθλητικός σύλλογος Άρης 1914-2004 [Athlitikos Syllogos Aris 1914-2004], Κέντρο Ιστορίας Θεσσαλονίκης (Centre d'histoire de Thessalonique), page 37,  (ISBN 960-87344-8-7).
3. ↑  Journal Εμπρός φύλλο du 1-8-1927, page 2, Ψηφιακή εθνική βιβλιοθήκη [Bibliothèque nationale numérique].
4. ↑  Journal "Αθλητισμός" φύλλο du 16-9-1936, page 4
5. ↑  Waterpolo Development World, 19 juin 2010.
6. ↑  Mike Kontorinis, « Olympiacos wins Greek Championship », waterpolo-world.com, 12 juin 2011 ; page consultée le 21 juin 2011.
7. ↑  « Vouliagmeni grabs Greek title on penalties » waterpoloworld.com, 4 juin 2012 ; page consultée le 6 juin 2012.
8. ↑  Dynastie de l'Olympiakos. Champion et vainqueur du double, battu 13-9 en NOV. koe.org.gr
9. ↑  Η ερυθρόλευκη κυριαρχία καλά κρατεί - Πρωταθλητής και νταμπλούχος ο Ολυμπιακός, 18-14 τον ΝΟ Βουλιαγμένης και 3-0 νίκες (pics) koe.org.gr